# ジェナ・アウシュコウィッツ
ジェナ・ノエル・アシュコウィッツ（Jenna Noelle Ushkowitz、1986年4月28日 - ）はアメリカ合衆国の舞台およびテレビ女優、歌手である。ブロードウェイミュージカルへの出演とテレビドラマ『glee/グリー』のティナ・コーエン＝チャン役で知られている。

## 来歴
韓国ソウルにて誕生するが、生後3か月でアメリカ・ニューヨーク州へ養子として渡る。
3歳でショービズ界へデビュー。セサミストリートなどのテレビ番組で子役として活躍。
幼少期は主にカトリック系の学校に通っていた。
『glee/グリー』に出演する以前は数多くのミュージカルに出演。
舞台は1996年の王様と私がデビュー。
2011年レディー・ガガの“マリー・ザ・ナイト ”のPVに出演。

## 私生活
Gleeで共演しているリア・ミシェルとはお互い8歳の頃からの知り合いで、ミュージカル春のめざめで共演している。